# Dycladia basimacula
Dycladia basimacula är en fjärilsart som beskrevs av William Schaus 1924. Dycladia basimacula ingår i släktet Dycladia och familjen björnspinnare. Inga underarter finns listade i Catalogue of Life.